# 布兰肯塞 (前波美拉尼亚-格赖夫斯瓦尔德县)
布兰肯塞（德語：Blankensee）是德国梅克伦堡-前波美拉尼亚州的一个市镇，隶属于前波美拉尼亚-格赖夫斯瓦尔德县。总面积为34.21平方千米，截至2020年总人口为543人。